# Alfred Kipkoech Arap Rotich
Alfred Kipkoech Arap Rotich (Longisa, 27 de juliol de 1957) és un ministre kenyà i l'actual bisbe catòlic de la ciutat de Kericho. Va ser ordenat el 18 de novembre de 1983.
Més tard, el 9 de març de 1996, el Papa Joan Pau II el va nomenar bisbe auxiliar a Nairobi, la capital del país, i bisbe titular de Iulium Carnicum. L'arquebisbe de Nairobi, el cardinal Maurice Michael Otunga, el va consagrar com a bisbe el 3 de juliol del mateix any. Els altres consagradors van ser Zaqueu Okoth, arquebisbe de Kisumu, i Raphael S. Ndingi Mwana'a Nzeki, arquebisbe coadjutor també de Nairobi.
El 29 d'agost de 1997, va ser nomenat bisbe militar de Kenya. Tanmateix, el Papa Francesc va haver d'acceptar la seva renúncia el 30 de desembre de 2016. El 14 de desembre de 2019, el va fer bisbe de Kericó, i va prendre possessió del càrrec el 15 de febrer de l'any següent.